# Islamisme chiite
 (juillet 2023).
Le contenu est difficilement compréhensible vu les erreurs de traduction, qui sont peut-être dues à l'utilisation d'un logiciel de traduction automatique.
L'islamisme chiite est une forme d'islamisme spécifique à l'islam chiite. Cette doctrine existe dans le chiisme duodécimain (ou imamite) de type jafarite et dans le zaydisme - parfois également appelé islamisme chiite (persan : تشیع اخوانی ). L'islamisme chiite est principalement, mais pas exclusivement, identifié avec la première révolution islamique et la pensée de l'ayatollah Rouhollah Khomeini, avec la république islamique d'Iran qu'il a fondée, et avec les activités et ressources politico-religieuses de cet État. Cependant, il existe également des mouvements islamistes chiites en dehors du khomeinisme, tels que le parti islamique Dawa de Mohammed Bakr al-Sadr et le mouvement sadriste de Moqtada al-Sadr qui ont également une grande importance.
Les musulmans chiites duodécimains forment la majorité de la population dans les pays d'Iran, d'Irak, de Bahreïn, d'Azerbaïdjan et d'importantes minorités en Afghanistan, en Inde, au Koweït, au Liban, au Pakistan, au Qatar, en Syrie, en Arabie saoudite et aux Émirats arabes unis.
Certaines différences entre l'islam chiite traditionnel et celui développé par Khomeini incluent la question de savoir s'il faut accepter un gouvernement non-islamiste (tout en s'efforçant de le changer si possible) parce qu'« un mauvais ordre vaut mieux que l'absence d'ordre » ou il est nécessaire d'avoir un dirigeant juriste islamique et un devoir sacré de s'opposer à tout autre genre (croyance de Khomeini) ; si le martyre est « un acte saint » d'acceptation de la volonté de Dieu (croyance traditionnelle) ; ou « un sacrifice révolutionnaire pour renverser un ordre politique despotique » (croyance de Khomeini).

Rouhollah Khomeini, chef de la révolution islamique en 1979.

Emblème de l'Iran, symbole associé à l’islamisme chiite.

## Formes d'Islamisme chiite
La forme d'islamisme chiite la plus influente est le khomeinisme, un islamisme chiite radical à caractère pan-chiite basé sur le Velayet-e faqih. Il tient son nom de l'Ayatollah Khomeini et est l'idéologie officielle de la République islamique d'Iran. Le sadrisme est un islamo-nationalisme irakien chiite, qui tient son nom de Moqtada al-Sadr. Il s'oppose tant à l'impérialisme américain et au sionisme qu'à l'hégémonie iranienne. Le shariatisme, également surnommé « chiisme rouge » est une forme socialiste et progressiste de l'Islamisme chiite, qui porte le nom d'Ali Shariati. Une forme d'islamisme internationaliste prônant l'unité entre chiite et sunnite est le shirazisme, qui a une approche plus quiétiste. Il existe enfin certaines formes d'islamisme chiite plus libérales sur certaines questions, par exemple l'idéologie du Hezbollah, qui n'intègre pas le Velayet-e faqih ni le concept de république islamique ainsi que certaines milices irakiennes qui ont leurs idéologies propres.

## Islamisme sunnite et chiite
Avant la révolution islamiste de 1979 en Iran, « le consensus général » parmi les historiens religieux était que « l'islam(isme)[pas clair] sunnite était plus activiste, politique et révolutionnaire que l'islam chiite prétendument quiétiste et apolitique », qui évitait la politique en attendant que le 12e imam réapparaisse. Après la révolution, l'idée que l'islam chiite était une « religion de protestation », considérant la bataille de Karbala comme un exemple de « se dresser contre l'injustice même si elle exigeait le martyre ».

## Islamisme – définitions, variantes
Certaines définitions et descriptions de l'islamisme comprennent :
- Une combinaison de deux tendances préexistantes
  - le renouveau religieux, qui apparaît périodiquement dans l'islam pour raviver la foi (on dit que chaque siècle viendra un grand personnage, connu sous le nom de « moujaddid », pour renouveler la foi)[4], affaibli aussi périodiquement par « l'influence étrangère, l'opportunisme politique, le laxisme moral » et l'oubli des textes sacrés"[5].
  - le mouvement plus récent contre l'impérialisme/colonialisme dans le tiers monde , transformé en un anti-occidentalisme plus simple ; autrefois adopté par les gauchistes et les nationalistes mais dont les partisans dans le monde musulman se sont tournés vers l'islam (ce mouvement était beaucoup plus fort en Iran que dans les pays sunnites)[5].
- « la conviction que l'Islam devrait guider la vie sociale et politique ainsi que la vie personnelle »[6].
- une forme islamique de « politique religieuse » ou de fondamentalisme religieux[7].
- « l'idéologie qui guide la société dans son ensemble et qui [enseigne] le droit doit être conforme à la charia islamique »[8].

## Similitudes et antagonismes

### Similitudes
Le premier islamiste de premier plan, Rashid Rida, a publié une série d'articles dans Al-Manar intitulée Le Califat ou l'Imamat suprême en 1922-1923. Dans ce traité très influent, Rida a plaidé pour la restauration du califat dirigé par des juristes musulmans et a proposé des mesures de relance du mouvement islamique salafiste à travers le monde pour réformer l'éducation et purifier l'islam. Le manifeste de l'ayatollah Khomeini, Gouvernement islamique, Tutelle du juriste, a été grandement influencé par le livre de Rida (persan : اسلام ناب ) et par son analyse du monde musulman postcolonial.
Avant la révolution islamique, l'actuel guide suprême de l'Iran, Ali Khamenei, était l'un des principaux défenseurs et traducteurs des travaux du théoricien des Frères musulmans, Sayyid Qutb. D'autres islamistes ou revivalistes sunnites qui ont été traduits en persan incluent le frère de Sayyid, Muhammad Qutb, et l'écrivain revivaliste islamique sud-asiatique Abul A'la Maududi ainsi que d'autres islamistes pakistanais et indiens. « Ces livres sont devenus la principale source de nourriture pour les sermons et les écrits des militants religieux iraniens pendant la période pré-révolutionnaire ».
Des observateurs (comme Morten Valbjørn) ont noté les similitudes entre les mouvements islamistes sunnites et chiites, tels que les groupes de « résistance nationale islamiste » du Hamas sunnite et du Hezbollah chiite, et comment l'Ayatollah Khomeini était « une voix du panislamisme plutôt que d'un groupe distinct » lorsqu'il était au pouvoir.

### Antagonismes
Vali Nasr soutient qu'à mesure de la décolonisation du monde musulman, le nationalisme arabe a diminué tandis que l'islam connaissait un renouveau. Avec l'importance grandissante de la religion islamique, les différences entre les points de vue concernant la doctrine islamique se sont également exacerbées, notamment entre le sunnisme et le chiisme. Après une période initiale de coopération entre l'islamisme sunnite et chiite, les conflits entre les deux mouvements, énoncés dans les enseignements d'érudits comme Ibn Taymiyyah, se sont intensifiés.
Là où les Iraniens considéraient leur révolution comme une réparation de l'injustice, les sunnites y voyaient principalement des « méfaits chiites » et un défi à la domination politique et culturelle sunnite. Il y a eu une tentative de coup d'État à Bahreïn en 1981, des complots au Koweït en 1983 et 1984. « Ce qui a suivi était une compétition entre sunnites et chiites pour la domination, et elle s'est intensifiée. ».
Les chiites considèrent Ali ibn Abi Talib et Hussein ibn Ali comme modèles et fournisseurs de hadiths, mais pas les califes Abou Bakr, Omar ou Othman. Khomeini ne parlait pas de restaurer le califat ou la démocratie islamique sunnite, mais d'établir un État où la tutelle du système politique serait assurée par des juristes chiites (oulémas) en tant que successeurs des imams chiites jusqu'à ce que le Mahdi revienne de l'occultation. Son concept de Velayat-e-faqih (« tutelle du juriste [islamique] ») soutenait que le principal religieux musulman chiite de la société – ce que la masse des partisans de Khomeini croyait et choisissait d'être lui-même – devrait servir de superviseur de l'État. afin de protéger ou de « garder » l'Islam et la charia contre « l'innovation » et les « lois anti-islamiques » adoptées par des dictateurs ou des parlements démocratiques.
Nikki Keddie affirme qu'au moins en Iran (où il est la religion d'État depuis 1501), « l'islam chiite semble avoir été encore plus résistant aux influences étrangères que l'islam sunnite ». En Iran, il y a eu une « répulsion à l'égard de l'influence étrangère » et une « croyance de longue date selon laquelle les non-croyants occidentaux cherchaient à saper l'Iran et l'Islam », qui entrelaçaient « des ressentiments économiques, politiques et religieux ». La protestation contre le tabac de 1890 à 1892 « partageait avec les mouvements révolutionnaires et rebelles ultérieurs en Iran « une composante anti-impérialiste et anti-étrangère substantielle ».
Si l’on estimait (comme Khomeini) que l’État devait être une théocratie, la question de savoir qui devait être le théocrate en chef avait une réponse toute prête dans l’islam chiite – le clerc le plus haut placé – puisque le clergé chiite avait une hiérarchie interne basé sur un niveau d’apprentissage introuvable parmi le clergé sunnite. La pratique selon laquelle chaque musulman chiite suivait une marja' ou un haut religieux et lui payait directement la zakat/la dîme signifiait que « depuis le XVIIIe siècle… le clergé chiite a joué un rôle social et éducatif sans équivalent parmi le clergé sunnite ». et ont bénéficié d'une autonomie par rapport à l'État contrairement aux oulémas sunnites. L'importance de l'État en Iran chiite se reflète dans le code pénal légiféré qui inclut les châtiments traditionnels de la charia -- " qisas , représailles ; diyat , effusion de sang ; hudud , peine capitale pour une offense contre Dieu -- mais c'est à ce code et non « directement à la charia » à laquelle les juges de la République islamique doivent se référer.
L'Islamisme chiite est d'essence républicaine alors que l'islamisme sunnite peut autant être républicain que monarchiste.
Un incident qui a fermé la porte à toute alliance entre la République islamique de Khomeini et les Frères musulmans a été le refus de Khomeini de soutenir les Frères musulmans islamistes lorsqu'ils se sont soulevés contre le régime nationaliste arabe baathiste à Hama, en Syrie, en 1982. D'un côté les baathistes syriens au pouvoir étaient très laïcs et les Frères musulmans étaient supposément des camarades islamistes, mais de l'autre les Frères musulmans étaient des sunnites et les dirigeants syriens un parent (bien qu'assez éloigné) des Chiites duodécimains (alaouites) et l'allié de l'Iran contre l'Irak de Saddam Hussein (les formes de baasisme en Irak et en Syrie étant par ailleurs antagonistes). Ainsi, « lorsqu'il s'agissait de choisir entre un allié chiite nominal tel que [Hafez al-]Assad et les Frères musulmans sunnites, Khomeini n'avait pas hésité à soutenir le premier ».

## Voir également
- Islamisme
- Nationalisme irano-islamique
- Chiisme
- Khomeinisme